# Яркуль (озеро)
Яркуль — озеро в Купинском районе Новосибирской области России.
Ранее озеро являлось частью озера Чаны, но после падения уровня воды отделилось от него.

## География
Озеро Яркуль находится примерно в 31,5 км по автодорогам от города Купино. На северо-западном берегу расположено одноимённое село, на юго-восточном — деревня Мальково. Яркуль находится на границе между Яркульским и Чаинским сельсоветами. Оно относится к плёсам Чанов.
Водоём располагается в пределах Курумбельской степи Барабинской низменности, в местности с большим количеством других озёр в непосредственной близости к крупному озеру Чаны. Высота водной поверхности — 106 метров над уровнем моря.
Площадь поверхности озера — 39,4 км² (по другим данным — 46 км²). Площадь водосборного бассейна — 70,9 км². Средняя глубина озера — 5,1 метра, максимальная — до 8 метров или до 8,5 м.
С Чанами озеро соединяют два канала. Впадающих или вытекающих рек или ручьёв нет, как и островов.

## Гидрология
Минерализация воды в озере — 3,56 г/л, по её степени озеро относится к бетамезогалобной зоне.
Загрязнённость воды могут показывать 5 обитающих видов ракообразных, которые свойственны другой группе — β-мезосапробным водным объектам. Степень загрязнённости невысокая, олигосапробная.

## Климат
Климат в районе озера Яркуль — континентальный. Средняя температура января составляет −19,7 °C, июля — +18,3 °C. Безморозный период длится от 115 до 120 дней. Среднегодовое количество осадков — 380 мм. Высота снежного покрова — 20—30 см.

## Ихтиофауна и флора озера
Преобладающими видами рыб Яркуля являются золотой и серебряный караси и озёрный гольян. В озере обитает наибольшее количество видов зообентоса среди плёсов наравне с Тагано-Казанцевским— 20 (60% от всех видов на плёсах). Трофность озера — 1,078 г/м³, по данному признаку оно α-мезотрофное (по уровню биомассы α-эвтрофное). Кормность имеет такое же значение, как и трофность, водоём среднекормный. Индекс Маргалефа для озера составил 2,85 баллов, по индексу сапробности Пантле-Букка на 0,01 б. меньше. Из водорослей отмечены хара седеющая, хара противоположная. 